# Casa museo di Ivan Bruschi
La Casa museo di Ivan Bruschi è un museo di Arezzo situato in corso Italia 14. 

## Storia
Ivan Bruschi, nato a Castiglion Fibocchi nel 1920 in una famiglia di mercanti di mobili antichi, fu antiquario prima a Firenze e poi ad Arezzo, dove fu tra promotori della nascita della Fiera Antiquaria nel 1968.
Dal 1960 Bruschi visse con la sorella Dina nell'antico e centralissimo palazzo del Capitano del Popolo ad Arezzo, posseduto dalla sua famiglia fin dagli inizi del '900, ma gravemente danneggiato da un bombardamento nel 1943. Una volta restaurato, oltre che dimora e sede per la propria collezione personale, il palazzo divenne il luogo di incontri culturali e mondani. Alla morte dell'antiquario, nel 1996, il suo testamento dispose la nascita di una fondazione che continuasse la sua opera e aprisse le porte del palazzo, facendone una casa-museo. Il patrimonio, negli anni seguenti, venne ordinato e catalogato da esperti della Scuola Normale di Pisa, avvalendosi di specialisti nei vari settori delle antichità, delle armi, delle stoffe, delle medaglie, del patrimonio librario, ecc.